# Lapsus
Un lapsus és aquell error o equivocació involuntària d'una persona. El terme, en llatí, originàriament significava «relliscada». En aquest sentit també es pot parlar d'"acte fallit". Segons el DIEC un lapsus és "una falta o equivocació comesa per distracció".
Es diferencien tres tipus principals de lapsus:
- Lapsus calami ("relliscada del càlam", és a dir, de la ploma d'escriure). Són els lapsus comesos en escriure. En l'actualitat, es parla també de Lapsus clavis (lapsus de "clau") per significar els lapsus que ocorren quan es mecanografia un text, com una varietat de lapsus calami.
- Lapsus linguae ("relliscada de la llengua"), són els lapsus comesos quan parlem.
- Lapsus memoriae ("relliscada de la memòria"): oblits (generalment momentanis) o equivocacions quan intentem recordar quelcom.

## Procés inconscient del lapsus
El terme lapsus o parapraxis a partir de Sigmund Freud és molt usat en psicologia i, especialment, en psicoanàlisi. Es defineix com una manifestació de l'inconscient en forma d'un equívoc que apareix en l'expressió conscient.
Abans de Freud un dels estudiosos que més es va interessar en el fenomen de lapsus va ser el psicòleg Wilhelm Wundt. A la seva obra Psicologia de la població s'observen dues fases que tracten el lapsus:
| « | * La primera té una condició positiva [positiva aquí amb el significat d'alguna cosa que facilita el lapsus]: consistent en la producció lliure i espontània d'associacions tonals i verbals provocades pels sons enunciats [i que el subjecte escolta]. - La segona és una condició negativa consistent en la supressió o en la relaxació del control de la voluntat i de l'atenció. | » |

Sigmund Freud va donar també el nom alemany Fehlleistung (= acte fallit) als lapsus i va aprofundir la qüestió en el seu llibre anomenat Psicopatologia de la vida quotidiana on dona una explicació dels 'lapsus linguae' o actes fallits de la llengua (és a dir, els dits) i dels 'lapsus calami' o equívocs de càlam o ploma, és a dir, els equívocs en escriure. Els primers són tractats en el capítol cinc de l'obra esmentada i els segons en el capítol sis de la mateixa obra.
En rigor la qüestió dels lapsus abasta gairebé tota l'activitat humana i hi participen les funcions psíquiques superiors, principalment, les que es troben involucrades les àrees subcorticals i basals (es manté la memòria humana), i les àrees corticals de síntesi en lòbul frontal. Per això, encara que sigui habitual fer esment dels lapsus calami i lapsus linguae, el "repertori" de lapsus és força ampli (lapsus gestuals, oblits, i actes fallits en general).
L'explicació donada per Freud (i per la psicoanàlisi en general) rau en l'aflorament del reprimit (generalment produït en moments d'estrès, ansietat, angoixa, o dèficits d'atenció) quan es relaxen les repressions conscients. 

En molts casos el reprimit és de l'ordre de la mentida, en altres és principalment un desig (sigui conscient o sigui inconscient) reprimit en l'inconscient per imperatius moral és (en aquest cas ha estat el superjò el factor que ha mantingut reprimit el desig en l'inconscient). No obstant això, la repressió continuada, si el desig reprimit té la suficient intensitat, es relaxa en algun moment per fatiga i és llavors quan esdevé el lapsus.
D'altra banda, un dels elements que faciliten els lapsus són les semblances (visuals, acústiques, etc.). Ja sigui produint una inhibició del tipus oblit, que és el famós cas de lapsus memoriae en el qual Freud no pot recordar el nom d'un pintor italià - Signorelli - confonent Botticelli amb Boltraffio, ja que recordar Signorelli li remetia a Boltraffio i això el portava a evocar la mort. O ja sigui provocant una expressió errònia, en aquests casos tot sembla indicar que un mecanisme neurològic facilitador (no ocasionat) pel qual solen produir diversos tipus de lapsus és el de la coincidència de vies nervioses quan intenten fer un acte que resulta fallit.
Recentment hem observat un cas de Lapsus Memoriae, el procés de la seva formació en el psiquisme sembla pràcticament el mateix per als altres tipus de lapsus.
En la ja esmentada obra, Psicopatologia de la vida quotidiana, Freud esmenta una gran quantitat d'exemples de lapsus, en alemany. Nosaltres en citarem dos de ' lapsus linguae ' que són els més senzills. El primer va ser observat pel Dr Stekel i el segon per Stekel.
Un professor que es feia càrrec d'una càtedra va voler dir: «Jo no em reconec amb els mèrits del meu eminent predecessor» però inconscientment va expressar: «Jo no estic disposat a reconèixer els mèrits del meu eminent predecessor», això es va veure facilitada per la paronomàsia entre les paraules alemanyes "geneit" (que era la que s'intentava dir) i "geeignet" que va ser la paraula que es va dir.
Stekel en una acalorada assemblea va dir: «Combatem [ Streit ] ara el quart punt de l'ordre del dia», quan en realitat volia dir: «Abordem [ schreiten ] ara el quart punt de l'ordre del dia». Més enllà dels diferents efectors, els lapsus calami tindrien un procés gairebé idèntic al dels exemples donats, especialment al dels lapsus linguae.